# 良い量子数
量子力学において、ある物理量の固有状態が同時に定常状態にもなっている時（つまりハミルトニアンと可換な時）、その物理量の固有値を良い量子数(good quantum number)という。

## 例
- 原子における電子系の全角運動量
- LS結合を仮定した時のスピン角運動量、軌道角運動量
- 並進対称性をもつ系での波数